# Wassili Wassiljewitsch Besekirski

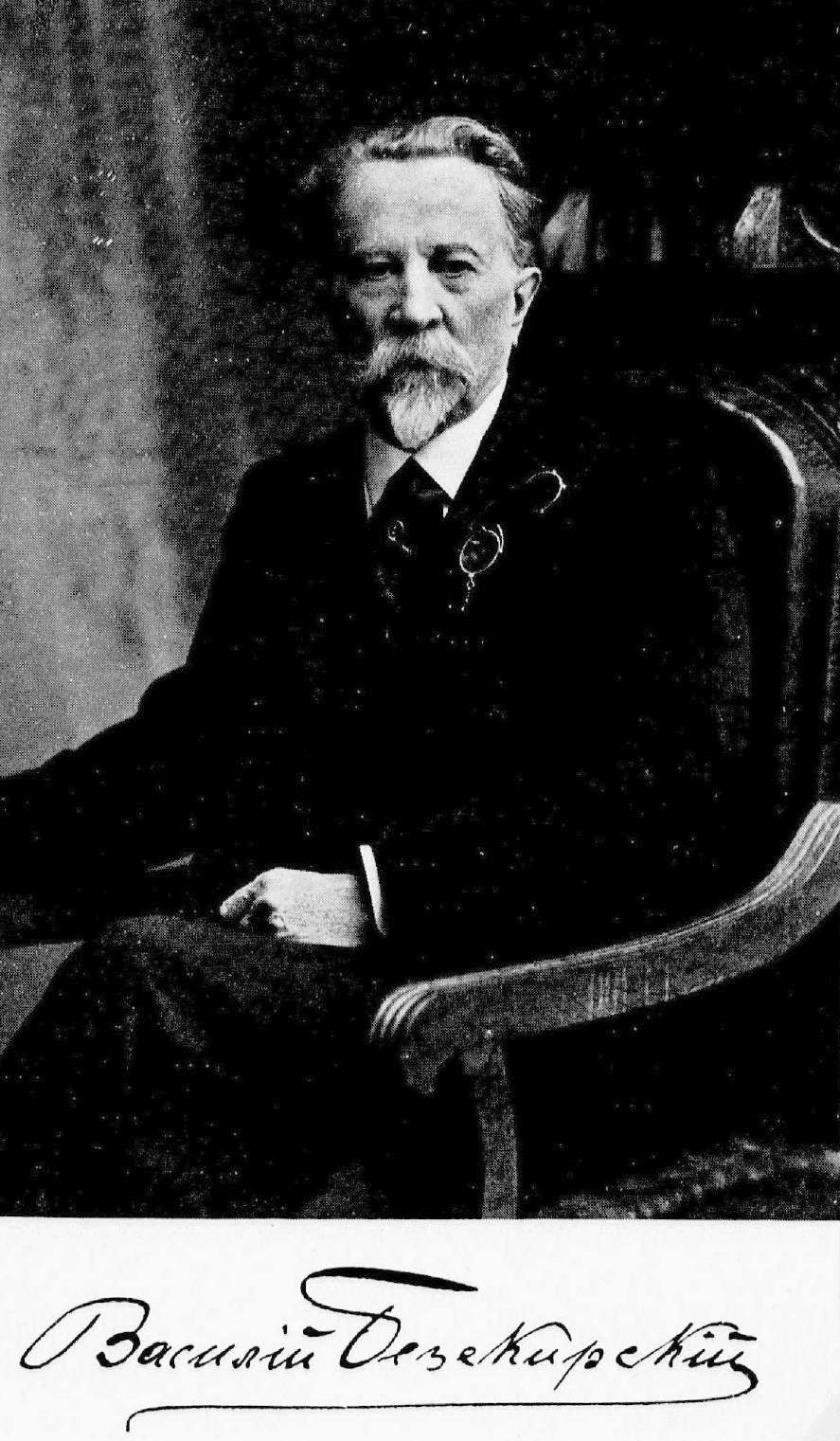
Wassili Wassiljewitsch Besekirski

Wassili Besekirski (russisch Василий Васильевич Безекирский, auch Wassili Besekirsky sowie Wilhelm Besekirsky; * 14. Januarjul. / 26. Januar 1835greg. in Moskau; † 8. November 1919 ebenda) war ein russischer Geiger, Komponist, Dirigent und Musikpädagoge.

## Leben
Der Sohn eines Moskauer Klavierbauers erhielt seine musikalische Ausbildung in seiner Geburtsstadt. Bereits als Fünfzehnjähriger erhielt er 1850 eine Anstellung bei den Ersten Geigen im Opernorchester des kaiserlichen Opernhauses Moskau. 1858 ging er nach Brüssel, um zwei Jahre bei Hubert Léonard zu studieren. Anschließend absolvierte er erfolgreiche Konzertreisen durch ganz Westeuropa. So spielte er auch 1868 als Solist mit dem Leipziger Gewandhaus-Orchester. Erst 1882 kehrte er endgültig in seine Heimatstadt zurück, um die Stellung als Konzertmeister an der Moskauer Oper anzutreten. Im Jahr 1890 gab er diese Stellung auf, um Professor am Moskauer Konservatorium zu werden. Zu seinen Schülern zählten Karl Grigorowitsch und Alexei Janschinow.
Der Komponist Giacomo Meyerbeer schrieb am 25. Juni 1862 in sein Tagebuch: „Abends in einem Konzerte, wo die Klavierspielerin Peschl u. der recht gute Violinist Besekirsky spielten.“ Besekirski komponierte auch Violinkonzerte, die er bei seinen eigenen Konzerten spielte. Im Jahr 1870 kaufte er sich für 2000 Taler eine Stradivari des Baujahrs 1708, die zuvor im Familienbesitz einer Elberfelder Familie war. Besekirski fuhr zu diesem Ankauf extra in die Stadt Elberfeld. Im Jahr zuvor schrieb die Fachzeitung Die Tonhalle: Besekirski zähle „gegenwärtig zu den besten unter den jüngeren Violinspielern“.
Im Jahr 1885 verlieh ihm die Stadt Bad Kissingen ihre Ehrenbürgerwürde. Grund dafür dürften seine mehrfachen Kuraufenthalte gewesen sein.
Besekirski hatte einen gleichnamigen Sohn (1880–1960), der ebenfalls Geigenvirtuose wurde.